# Rudi Finžgar
Rudi Finžgar, slovenski smučarski skakalec in gospodarstvenik, * 7. maj 1920, Podnart, † 9. julij 1995, Kropa.
Finžgar se je v mladosti ljubiteljsko ukvarjal s smučarskimi skoki, za športno pot pa se je dokončno odločil leta 1936 ob ogledu tekme na Bloudkovi velikanki v Planici. Leta 1940 je dobil dovoljenje za prvi skok na velikanki, skočil je 84 m, kar je bilo tisti dan celo najdlje od slovenskih skakalcev. Čeprav mlad in neizkušen, je leta 1941 na zadnji predvojni skakalni tekmi skočil slovenski rekord s 95 m, kot prvi slovenski skakalec je tudi preletel 100 m, toda pri 101 m je podrsal ob pristanku. Med vojno je bil prisilno mobiliziran v nemško vojsko, toda pobegnil je in se pridružil NOB, kjer je ustanovil izdelovalnico smuči, ki je med vojno izdelala več sto parov smuči. Še pred koncem vojne je tudi sodeloval pri organizaciji Partizanske smučine Cerkno 1945, kjer je v smučarskih skokih zmagal. Leta 1945 je ustanovil podjetje Elan, za katerega je stroje, kupljene v Ameriki, prispeval njegov oče, in postal njegov prvi direktor. Leta 1947 je na poletih v Planici ponovno popravil državni rekord na 102 m, tri leta kasneje pa še na 114 m. V naslednjih letih je skakalnica v Oberstdorfu omogočala rekordne daljave, Finžgar je dvakrat doskočil pri 117 m, pri 127 m pa se mu ni uspelo obdržani na nogah. 117 m je ostal slovenski rekord kar devet let vse do rekordov Jožeta Šlibarja.